# Richard Wilberforce
Pour les articles homonymes, voir Wilberforce.
Richard Orme Wilberforce dit Lord Wilberforce (11 mars 1907 – 15 février 2003), baron Wilberforce, fut juge à la Chambre des lords, la plus haute juridiction du Royaume-Uni, de 1964 à 1982.
Descendant de William Wilberforce. Chancelier de l'université de Hull 1978 à 1994.

## Distinction
- Membre du Conseil de la Reine (QC)
- Membre du Conseil privé (PC)